# Endasys paludicola
Endasys paludicola là một loài tò vò trong họ Ichneumonidae.